# 狄奧多特二世
狄奧多特二世「神」，（約前240年—約前225年），是希臘-巴克特里亞王國開國國王狄奧多特一世之子，他的父親在塞琉古帝國時期發動反叛建立王國。他父親在位國王時狄奧多特二世很可能被立為共治王，成為王國繼承人，可能在前235年左右父親逝世後，狄奧多特二世繼承其位成為巴克特里亞唯一的統治者。狄奧多特二世為了防止塞琉古帝國重新合併巴克特里亞，他一改父親時的政策轉向與安息聯盟。在前225年左右歐西德莫斯謀反，狄奧多特二世可能死於其手，王位也被篡奪。
狄奧多特二世的事蹟主要記錄在阿提米塔的阿波羅多羅斯所著的《安息史》（Parthika）中，可惜已經亡佚，僅剩一些隻字片語存於其他文獻之中留存至今，今日有許多關於狄奧多特二世的了解主要是靠考古錢幣學重建而得。

## 背景和共治王

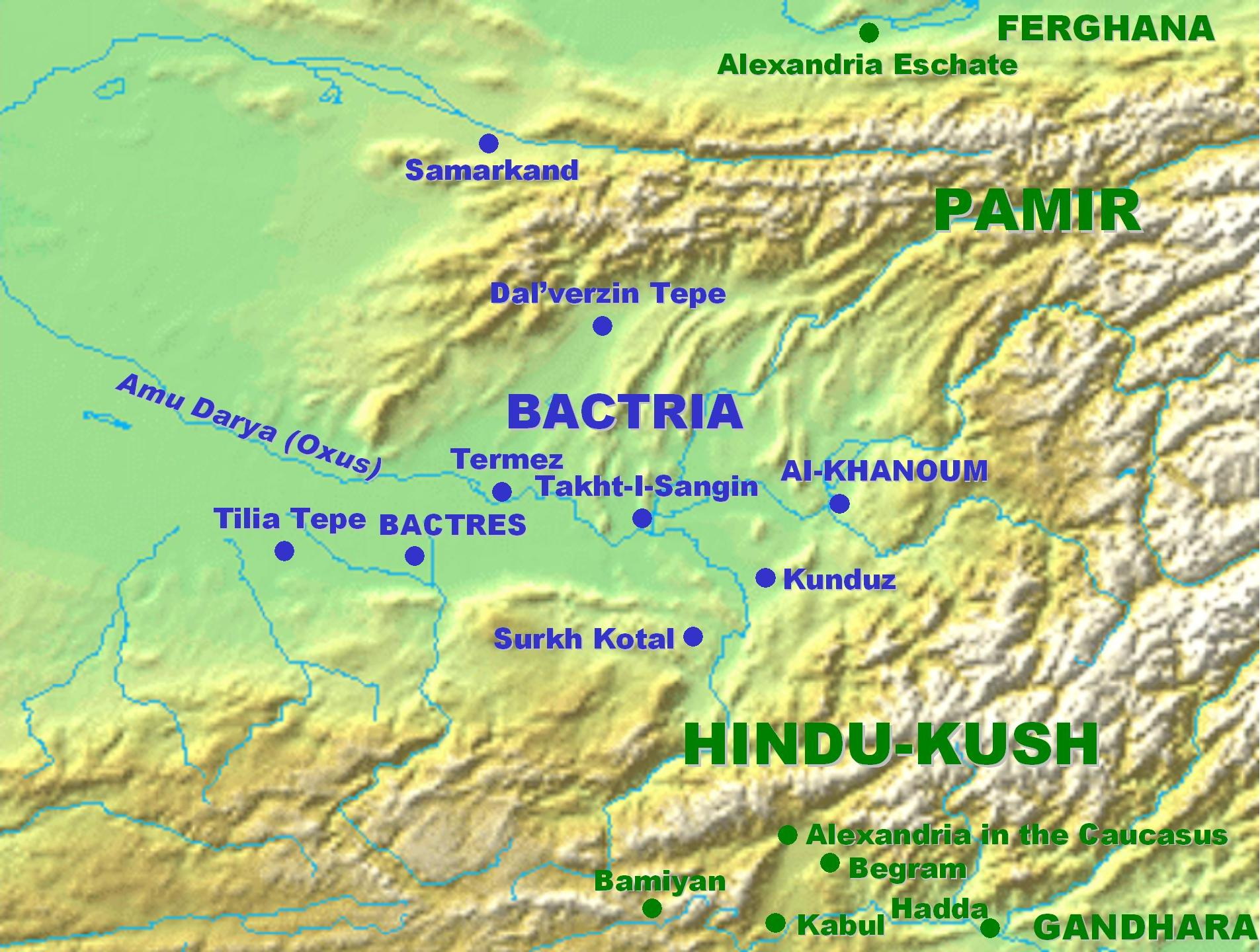
巴克特里亞地區和其主要城市位置.

塞琉古帝國差不多在前308年到前305年間取得巴克特里亞和周遭的地區，並建立為帝國行省之一。大約在前260年左右，狄奧多特二世的父親狄奧多特成為巴克特里亞行省的總督，趁著塞琉古安條克二世身陷托勒密埃及的戰事之時，他鞏固自身的力量，逐漸脫離帝國中央的控制。直到前255年到前245年之間某段時間點，狄奧多特一世宣佈叛變並自立為王，使巴克特里亞從塞琉古帝國內獨立出來，建立希臘-巴克特里亞王國。
在狄奧多特一世樣式中的錢幣中主要由兩座制幣廠打造。其中第一座制幣廠發行的錢幣正面上刻著一位成熟男性的肖像，這被學者認為是狄奧多特一世本人肖像，另一座制幣廠的錢幣樣式雷同，但正面肖像卻是一位年輕男性。學者Frank L. Holt推測，年輕男性就是狄奧多特二世，並認為狄奧多特二世很可能被父親立為共治王，如同塞琉古帝國立儲君為共治王的體制一樣，狄奧多特二世可能不僅被立為共治王，還可能在巴克特里亞王國境內劃一部分領土給他治理，其中第二座制幣廠的所在地可能就歸在他名下。論點中關於狄奧多特二世的治理之地無法確認分配在何處，學者Frank L. Holt猜測王國西部分給他，很可能讓他抵禦安息王國侵擾，如此他的首府可能是巴克特拉.。

## 在位
在狄奧多特一世主政巴克特里亞時期，就曾經把寇境的帕尼人首領阿爾沙克逐出巴克特里亞境內，之後阿爾沙克轉入侵帕提亞地區。該區總督安德拉戈拉斯不久前才對塞琉古帝國舉起反旗，他很快地就被阿爾沙克擊敗，使阿爾沙克占領伊朗高原東北部帕提亞地區建立安息王國。為了抵禦遊牧異族入侵，僅管狄奧多特一世已叛離塞琉古帝國，但他在政策上仍與帝國聯手反制安息王國的擴張。然而等到狄奧多特一世逝世，狄奧多特二世即位，他一反以前的國策，轉而與安息聯手結盟：
|               | 不久，由于狄奧多特之死而减轻了压力，阿爾沙克与他的儿子也叫迪奥多特的，講了和并签订了盟约。后来他与前来镇压叛乱的塞琉古作戰並大獲全勝。帕提亚人把这一天当作他们获得自由的日子来紀念庆祝。 |
| ——查士丁 41.4 | |

這場安息與塞琉古帝國之間的戰爭大約發生在前228年左右，不清楚狄奧多特二世是否主動參加安息一方，或只是保持中立讓阿爾沙克一世單獨面對塞琉古大軍的攻擊。
此戰過後某個時間點，大約在前225年左右，狄奧多特二世可能被歐西德莫斯一世篡位，死於其之手，巴克特里亞王國開啟歐西德莫斯王朝。近代學者塔恩（W. W. Tarn）提出著名的猜想，他猜測狄奧多特一世可能迎娶某位塞琉古公主做為第二任妻子，兩人膝下有一位女兒嫁給歐西德莫斯，因此歐西德莫斯是狄奧多特二世的姐夫或妹夫之間的關係。然而這個猜想沒有提出可靠的證據，因此現代很少有學者認同這個論點。根據從阿伊-哈努姆遺址的考古證據顯示，在前225年時該城市曾遭受到圍城。現代學者Frank Holt根據這一點與歐西德莫斯奪權的歷史事件連結，認為當時發生內戰並持續一段時間，最後以歐西德莫斯一世勝利告終。考古錢幣學之重建似乎也支持這個論點。大多數學者認為狄奧多特二世與安息阿爾沙克一世結盟來反制塞琉古二世的威脅，近代學者塔恩認為歐西德莫斯一世的反叛就是受到塞琉古帝國鼓動，做為對狄奧多特二世的回應。然而，現代學者Frank Holt則是認為狄奧多特二世與遊牧異族結盟激起國內希臘人不滿，導致歐西德莫斯一世反叛。
近年隨著錢幣考古有新的發現，挑戰原有狄奧多特二世被歐西德莫斯一世篡位的論點。新的錢幣顯示有一名巴克特里亞國王安條克存在，在位時間可能落在歐西德莫斯一世之前，可能狄奧多特二世的繼承者是這位國王安條克，是他被歐西德莫斯一世篡位。

## 錢幣

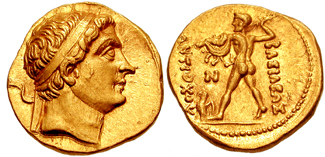
狄奧多特一世的斯塔特金幣，上頭希臘文為 ΒΑΣΙΛΕΩΣ ΑΝΤΙΟΧΟΥ ，即「國王安條克的」之義

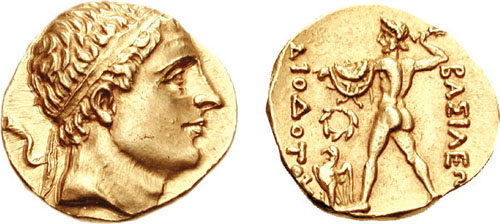
狄奧多特二世的斯塔特金幣，上頭希臘文為ΒΑΣΙΛΕΩΣ ΔΙΟΔΟΤΟΥ – 即「國王狄奧多特的」之義

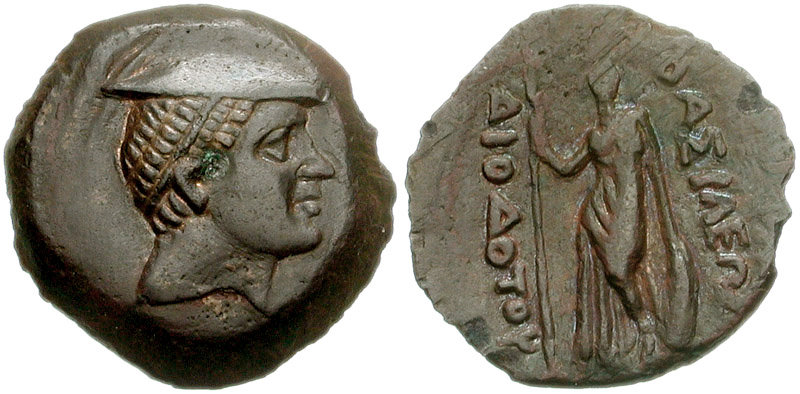
狄奧多特二世的銅幣（系列H），上頭希臘文為ΒΑΣΙΛΕΩΣ ΔΙΟΔΟΤΟΥ – 即「國王狄奧多特的」之義

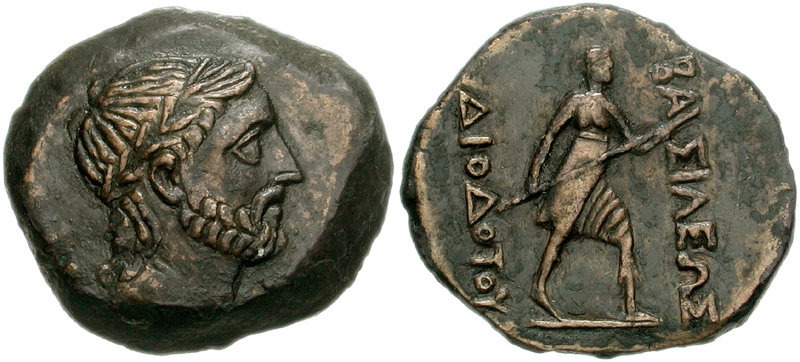
狄奧多特二世的銅幣（系列I），上頭希臘文為ΒΑΣΙΛΕΩΣ ΔΙΟΔΟΤΟΥ – 即「國王狄奧多特的」之義

狄奧多特二世在錢幣生產上很大程度延續他父親的使用模式，依舊有兩座制幣廠發行金、銀、銅之錢幣，其貴金屬貨幣分成斯塔特金幣，以及阿提卡本位的四德拉克馬、德拉克馬、半德拉克馬（hemidrachm）銀幣組成。這些錢幣正面是頭戴王權頭帶（diadem）的男性頭像，頭帶為條狀布物，在頭上纏繞固定並讓頭帶兩端垂於腦后，這是亞歷山大大帝以後希臘化時代標準的王權象徵。反面是宙斯手持閃電準備投出的姿態。在狄奧多特一世統治時期，兩座制幣廠分別在使用不同的正面頭像，一為成熟男性頭像（系列A），另一是年輕男性頭像（系列C和系列E），分別被學者Frank Holt認為是狄奧多特一世和狄奧多特二世的頭像。因為在塞琉古帝國時期巴克特里亞原先只有一座制幣廠為主要制幣廠，因此學者們認為系列A和系列C的錢幣很可能都是這座主要制幣廠生產，地點可能是阿伊-哈努姆遺址或是巴克特拉（Bactra） 。然而學者Frank Holt認為主要制幣廠應該在阿伊-哈努姆，狄奧多特一世統治時期新建一座新制幣廠在巴克特拉，並由巴克特拉制幣廠生產系列E的錢幣，該處制幣廠生產的數量較少，且品像不如阿伊-哈努姆的制幣廠水準，他進一步推測數量較少的系列C錢幣是在王國主要制幣廠阿伊-哈努姆生產，是為了要讓全國知曉狄奧多特二世擁有儲君的地位。
後來這兩座制幣廠開始發行年輕頭像的錢幣，原先有著「國王安條克的」錢幣反面，換成「國王狄奧多特的」（系列D和系列F）字眼。學者Frank Holt認為這個變化是發生在狄奧多特一世去世，狄奧多特二世即位之時。名字的替換也反映巴克特里亞獨立運動走到最後一步，捨棄名義上塞琉古帝國宗主權，走向完全獨立。
在狄奧多特二世大部分統治時間內發行的錢幣相對較少，在晚期的時候才有較大的發行量，也比早期有較大數量的金幣發行。同時，第二座制幣廠也發行一系列錢幣，是帶點理想化狄奧多特一世頭像（系列B'），學者Frank Holt推測如此大規模的發行量需求，很可能是因為有某種軍事威脅發生，需要錢幣來滿足招集而來的大量士兵，認為這可能是狄奧多特二世是因歐西德莫斯一世之間的內戰需求而發行，而發行狄奧多特一世頭像的錢幣是因為這樣來強調狄奧多特二世是巴克特里亞開國國王之子，來強調合法性。
狄奧多特二世也發行銅幣，起初銅幣的正面樣式與狄奧多特一世相同，為頭戴佩塔索帽（petasus）荷米斯肖像銅幣（系列H），反面是新的設計樣式，為雅典娜持著
長矛並配上銘文「國王狄奧多特的」，如同金幣和銀幣那樣。銅幣由四種不同重量的面額組成，分別二德拉克馬重（8.4公克）、一德拉克馬（4.2公克）、半德拉克馬（2.1公克），四分之一德拉克馬（1.05公克），似乎只有前兩個大面額的銅幣是狄奧多特一世時其發行的。不確定德拉克馬銅幣和德拉克馬銀幣之間的兌換如何，很可能銅銀之間是以48兌1的方式進行。在狄奧多特二世後期，他開始引進新的設計（系列I），在二德拉克馬重、一德拉克馬銅幣中，正面為宙斯，反面為阿提米絲女神。在四分之一德拉克馬系列中，反面為象徵宙斯的老鷹和象徵阿提米絲的箭袋。在阿伊-哈努姆遺址出土大量這一系列銅幣，而今日土庫曼古代莫夫城市（Gabr Qala）遺址和塔吉克的塔赫蒂·圣金（Takhti-Sangin）遺址也出土少量該錢幣。充沛的銅幣發行量代表庶民貨幣經濟蓬勃發展，這些小面額的銅幣主要都是日常生活使用，相比大面額的金銀幣多是大宗商品交易或是國政稅收、軍事使用，這顯示在狄奧多特二世治下的巴克特里亞王國貨幣經濟發展進步。
在後期的巴克特里亞國王阿加索克利斯和安提瑪科斯一世曾經發行一套歷屆國王紀念銀幣，其中一枚模仿狄奧多特二世四德拉克馬樣式的銀幣就是為了紀念他，背面銘文為「國王狄奧多特·神的」，其中稱號「神」很可能是後來追諡的。

## 注腳
1. ↑  Holt 1999，第55–57頁
2. ↑  Holt 1999，第58–63頁
3. ↑  Holt 1999，第65–66 & 87–101頁
4. 1 2  Holt 1999，第124–5頁
5. 1 2  Holt 1999，第61–62頁
6. ↑  查士丁 41.4 （页面存档备份，存于）
7. ↑  波利比烏斯 11.34.2 （页面存档备份，存于）
8. ↑  Tarn, William Woodthorpe. . Cambridge University Press. 2010-06-24: 73–74  [2022-02-01]. ISBN 9781108009416. （原始内容存档于2022-02-01） （英语）.
9. ↑  Holt 1999，第68–69頁
10. ↑  Holt 1999，第54–55 & 104–5頁
11. ↑  Holt 1999，第105–6頁
12. 1 2 3  Holt 1999，第87–101頁
13. ↑  Kritt, Brian. . Lancaster: CNG. 1996.
14. ↑  Bopearachchi, O. . Chankowski, V.; Duyrat, Frédérique  (编). . 2005: 349–69.
15. 1 2  Holt 1999，第101–106頁
16. 1 2  Holt 1999，第107–125頁
17. ↑  Cunningham, Alexander. . London. 1884: 305–337.
18. ↑  Holt 1999，第68頁